# Cantó de La Haye-du-Puits
El cantó de La Haye-du-Puits és un cantó francès del departament de la Manche, situat al districte de Coutances. Té 24 municipis i el cap es La Haye-du-Puits.

## Municipis
- Appeville
- Baudreville
- Bolleville
- Canville-la-Rocque
- Coigny
- Cretteville
- Denneville
- Doville
- Glatigny
- La Haye-du-Puits
- Houtteville
- Lithaire
- Mobecq
- Montgardon
- Neufmesnil
- Prétot-Sainte-Suzanne
- Saint-Nicolas-de-Pierrepont
- Saint-Rémy-des-Landes
- Saint-Sauveur-de-Pierrepont
- Saint-Symphorien-le-Valois
- Surville
- Varenguebec
- Vesly (part)
- Vindefontaine

## Història
| Data d'elecció                           | Identitat            | Partit         | Qualitat |
| ---------------------------------------- | -------------------- | -------------- | -------- |
| 1945-1973                                | Jean-Baptiste Bertin | Independent    |          |
| 1973-1976                                | Louis Gamet          | Divers droite  |          |
| 1976-1992                                | Jacques Lair         | RPR            |          |
| 1992-2011                                | Jacqueline Chanoni   | Divers droite  |          |
| 2011-                                    | Jean Morin           | Sense etiqueta |          |
| les dades anteriors no són pas conegudes |                      |                |          |
|                                          |                      |                |          |

## Demografia
| A partir de 1990: Població sense dobles comptes |